# اندی میلیگان
اندی میلیگان (انگلیسی: Andy Milligan؛ ۱۲ فوریهٔ ۱۹۲۹ – ۳ ژوئن ۱۹۹۱) یک نمایش‌نامه‌نویس، فیلم‌نامه‌نویس، مدیر فیلم‌برداری، هنرپیشه، تهیه‌کننده، و کارگردان اهل ایالات متحده آمریکا بود. وی بین سال‌های ۱۹۵۱ تا ۱۹۹۰ میلادی فعالیت می‌کرد.